# 润达医疗
上海润达医疗科技股份有限公司（上交所：603108）簡稱潤達醫療，是中華人民共和國一家提供诊断产品及支持服务的公司，拥有30余家全资或控股子公司，成立于1999年，总部位于上海。
2022年上海封城期間，潤達醫療旗下控股48%的上海中科润达医学检验实验室有限公司（中科润达，成立於2016年9月8日）百分百控股的上海中科润达医学检验实验室有限公司（中科实验室成立於2017年9月22日）因为在多个小区检测核酸時誤報陽性結果，甚至一個小區有13名居民其核酸經中科實驗室檢測後誤報阳性，該公司的新冠病毒核酸检测准确性遭到质疑。5月11日，上海证券交易所对润达医疗下发监管工作函。

## 外部連結
- 官方网站